# L'Amour victorieux
Vous lisez un « article de qualité » labellisé en 2022.  Il fait partie d'un « thème de qualité ».
L’Amour victorieux ou Amour vainqueur est une toile peinte vers 1601 ou 1602 par l'artiste lombard Michelangelo Merisi, dit « Caravage », alors qu'il vit et travaille à Rome. Il s'agit d'une représentation mythologique de l'Amour, personnalisé par un Cupidon ailé qui prend les traits d'un adolescent souriant et entièrement nu. Le dieu tient des flèches à la main et il foule aux pieds différents symboles artistiques et scientifiques (instruments de musique abîmés, instruments de mesure, livres, cuirasse d'armure, etc.), signifiant ainsi la suprématie de l'Amour sur toutes choses — d'où le titre actuel, tiré du vers ovidien Omnia vincit amor, c'est-à-dire : « L'Amour triomphe de tout. »
Composée au moment où Caravage commence déjà à connaître une grande renommée dans le milieu artistique romain, la toile est une commande du marquis Vincenzo Giustiniani, pour qui cette œuvre représente la pièce maîtresse de sa splendide collection. En hommage au commanditaire, plusieurs éléments présents dans le tableau mettent en lumière son identité et ses vertus, à travers une symbolique complexe dont les clés font encore débat. La toile témoigne également de la forte rivalité entre peintres dans le milieu romain du début du XVIIe siècle, notamment entre Caravage et Giovanni Baglione, qui, relevant le défi, produit lui aussi un Amour divin pour le cardinal Benedetto Giustiniani, frère du marquis.
Après avoir été conservée plusieurs siècles au sein de la collection Giustiniani, la toile est désormais exposée à la Gemäldegalerie de Berlin depuis son acquisition en 1815 par le roi de Prusse Frédéric-Guillaume III. Elle donne lieu à de nombreuses interprétations au fil du temps, particulièrement au XXe siècle lorsque certains commentateurs pensent y percevoir des preuves d'une supposée pédérastie ou homosexualité de l'artiste ; toutefois, ces théories sont communément battues en brèche dans les analyses plus récentes.
L'Amour victorieux compte parmi les quelques toiles à thème mythologique que produit Caravage au fil de sa carrière, au même titre que Bacchus, Méduse ou encore Narcisse. Le thème de l'Amour sous la forme d'un Cupidon ailé est repris par lui-même une fois au moins, mais plus tard dans sa carrière : il s'agit d'un Amour endormi conservé à Florence.

## Historique

### Rivalités artistiques à Rome

Caravage se confronte à plusieurs de ses contemporains.
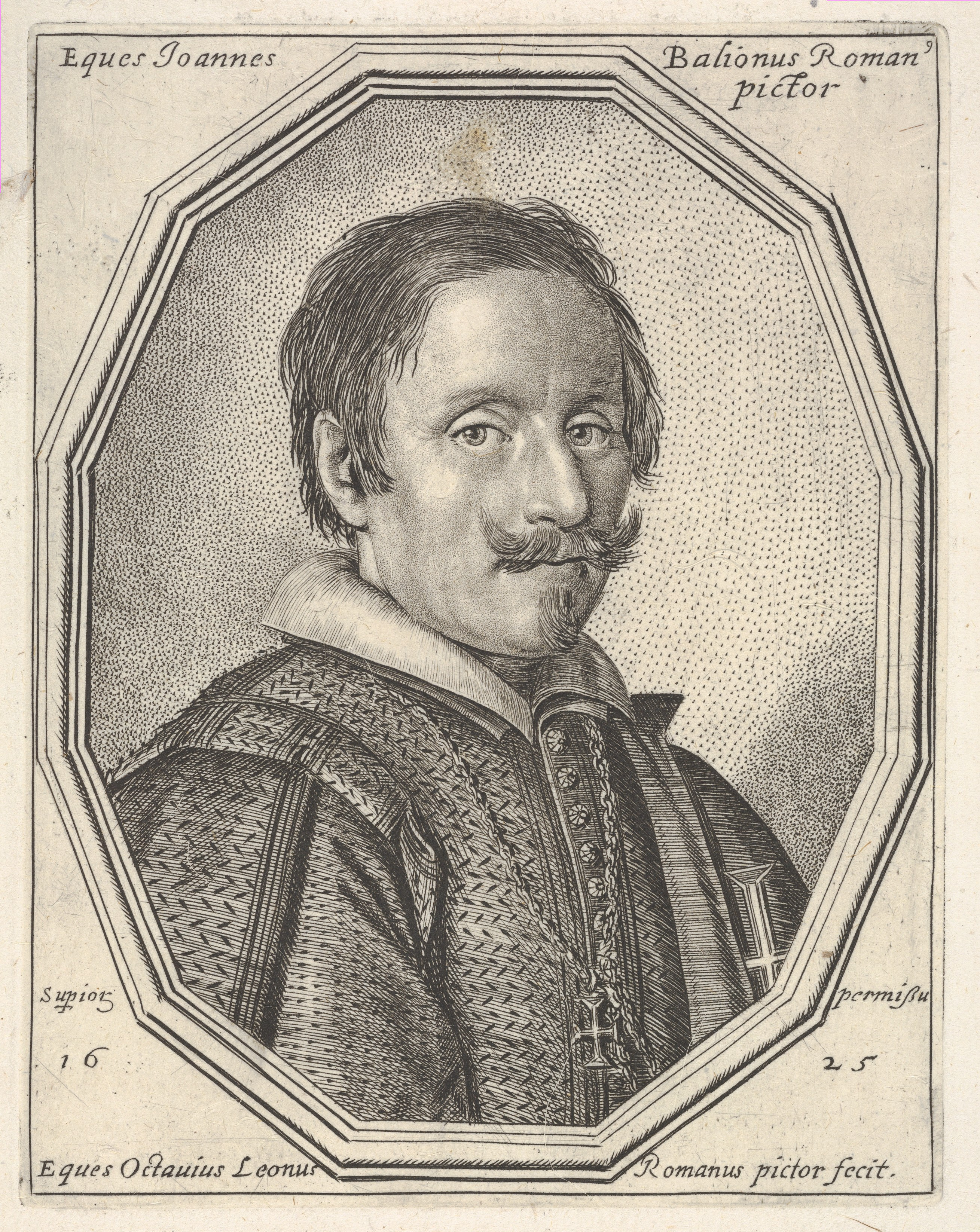
Giovanni Baglione, gravure d'après le portrait d'Ottavio Leoni (1625). Metropolitan Museum of Art (New York).
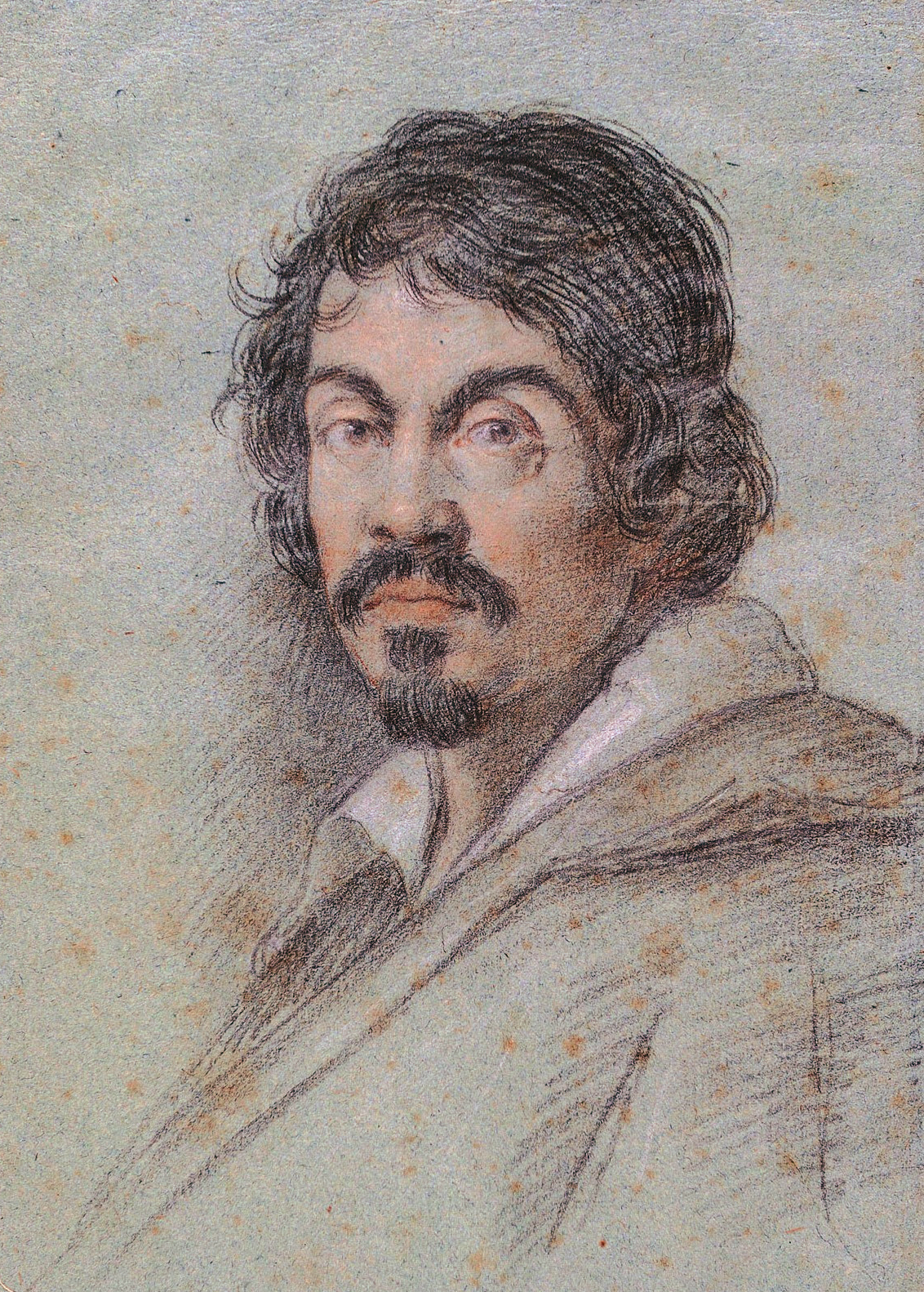
Caravage, portrait à la craie d'O. Leoni (v.1621). Bibliothèque Marucelliana (Florence).
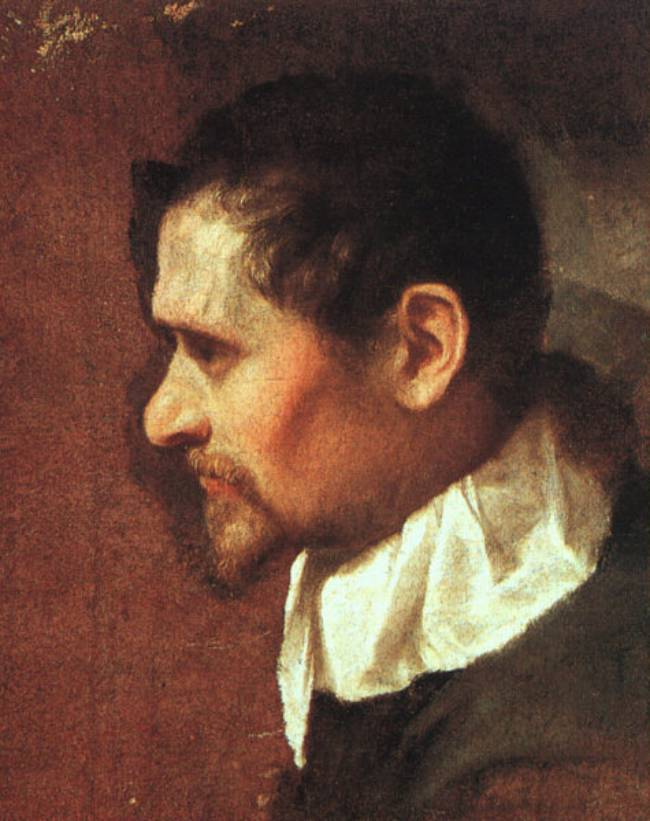
Annibale Carracci, autoportrait (v.1590-1600). Galerie Borghèse (Rome).

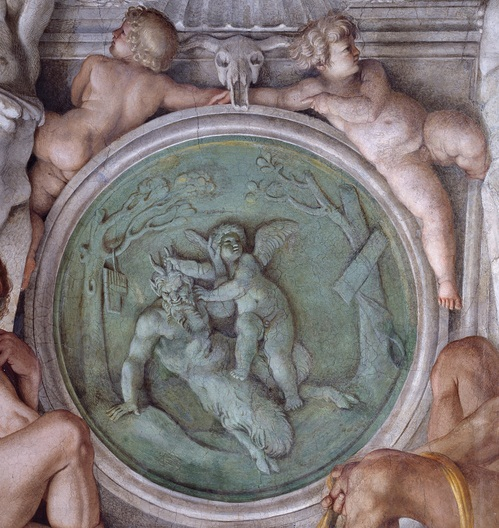
Le médaillon Amor Omnia Vincit, détail de la fresque d'Annibale Carracci au plafond du palais Farnèse (1597). Cupidon est représenté terrassant le dieu Pan.

Au tournant des XVIe et XVIIe siècles, la ville de Rome connaît une période artistique particulièrement florissante, où se distinguent non seulement des artistes comme Caravage, venu de sa Lombardie natale pour tenter sa chance dans la cité papale, mais aussi des amateurs d'art qui deviennent de grands collectionneurs : parmi ceux-ci, les deux frères Vincenzo et Benedetto Giustiniani comptent parmi les plus éminents et les mieux informés.

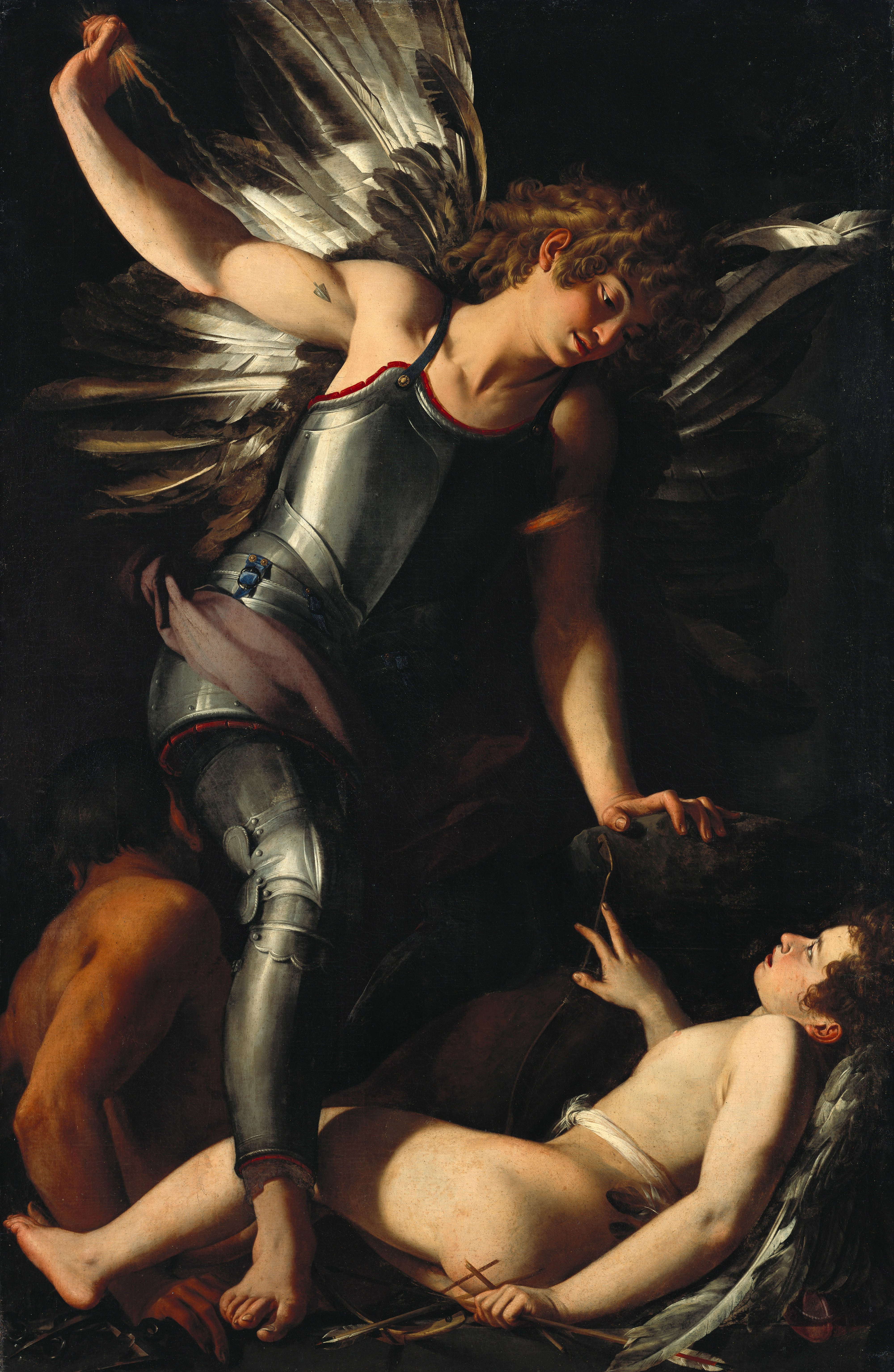
L'Amour divin et l'Amour profane de Giovanni Baglione (v.1602). Gemäldegalerie (Berlin).
Baglione propose sa propre interprétation du même thème, mais il s'attire ainsi les sarcasmes des partisans de Caravage.

La commande de ce tableau par Vincenzo Giustiniani intervient alors que Caravage est déjà bien connu à Rome, et son art très apprécié. Il vient tout juste d'achever plusieurs séries de tableaux à grand succès, notamment ceux pour la chapelle Contarelli puis pour la chapelle Cerasi, qui constituent des commandes de grand prestige : il est devenu une véritable vedette de l'art romain de l'époque. Par ailleurs, son contemporain tout aussi réputé Annibale Carracci vient lui aussi d'achever une œuvre majeure avec la décoration de la galerie Farnese. Cette coïncidence temporelle peut avoir son importance si l'on estime, à l'instar de l'historienne de l'art Helen Langdon, que le marquis Vincenzo Giustiniani joue sur un effet de compétition entre les deux artistes.
En effet, dans la Rome de l'époque où les arts prennent tant d'importance, de nombreuses rivalités artistiques se font jour : Caravage n'y est pas étranger, notamment vis-à-vis de Caracci, son confrère bolonais. Mais une autre rivalité va plus loin encore que la simple confrontation de styles : celle avec Giovanni Baglione, peintre et critique d'art renommé. En 1602 — et donc à peu près au moment où Caravage achève son Amour vainqueur — le cardinal Benedetto Giustiniani (frère de Vincenzo et partenaire de sa collection) commande un autre tableau à Baglione. Or Baglione, qui admirait Caravage pour sa technique et s'en était beaucoup inspiré, était aussi son ennemi déclaré et avait souvent eu maille à partir avec lui. Cette rivalité ne se limite pas au terrain artistique : en effet, en 1603 Baglione poursuit Caravage et trois de ses amis en justice, les accusant de diffamation publique. C'est d'ailleurs à cette occasion que l'on trouve la première trace documentaire de L'Amour vainqueur, puisque les minutes du procès mentionnent ce tableau ainsi que celui produit par Baglione en réponse,.
De son côté, Baglione propose en effet L'Amour divin et l'Amour profane, un tableau qui est bien loin de défier les codes moraux de son époque : en parfaite cohérence avec le discours ecclésiastique du moment, Baglione montre que l'Amour terrestre, loin d'être vainqueur, est au contraire subjugué par l'Éros divin dont le bras armé n'est pas sans rappeler la figure de saint Michel terrassant le Mal,. Il est d'ailleurs très possible que la figure satanique à gauche constitue une caricature du Caravage lui-même, en écho à la détestation mutuelle des deux hommes.

### Commanditaire et datation
Caravage peint cette œuvre sur commande du marquis Vincenzo Giustiniani, riche banquier romain. En ce début des années 1600, le peintre concentre plutôt son travail sur des œuvres religieuses commandées par la curie. L'Amour victorieux est donc une exception à cette règle, et il s'agit d'ailleurs de l'une de ses dernières œuvres romaines pour un commanditaire privé : en effet, dès 1606, Caravage est contraint de fuir la ville papale pour échapper à la justice après avoir tué un homme lors d'une rixe de rue, et il cesse de recevoir des commandes à Rome. C'est aussi le seul tableau à thème mythologique de ses dernières années romaines, et il est également assimilable à un petit cycle de tableaux à thème musical produit à cette même époque, comprenant Les Musiciens et Le Joueur de luth.
La date de réalisation du tableau est généralement estimée à l'année 1602, plutôt dans la première moitié de l'année selon Helen Langdon. En 2010, John T. Spike synthétise les opinions les plus récentes avec une estimation entre 1601 et 1602, en accord avec Sybille Ebert-Schifferer en 2009. Il est probable que Caravage le produise alors qu'il loge et travaille au palazzo Mattei, vaste édifice au cœur de Rome.
Le tableau n'est pas le seul à entrer dans la collection du marquis Giustiniani, qui est particulièrement amateur des œuvres de Caravage : en 1672, Giovanni Pietro Bellori — l'un des premiers biographes de Caravage — signale ainsi que le marquis lui passe commande d'un Couronnement d'épines, d'un Saint Thomas et donc d'un « Amour vainqueur, qui brandit ses flèches de la main droite, tandis que gisent à ses pieds, sur le sol, des armes, des livres et d'autres trophées ».
Parmi toutes les possessions de Giustiniani, l’Amour vainqueur semble avoir été son œuvre d'art préférée, au point de ne vouloir s'en séparer à aucun prix : l'historiographe Félibien témoigne ainsi dès 1679 que le tableau est considéré comme « un chef-d’œuvre du Caravage », valant « des sommes immenses ». Le marquis lui réserve d'ailleurs une place toute particulière au sein de sa collection, et le fait même recouvrir d'un rideau de soie verte afin qu'il ne puisse éclipser aux yeux des visiteurs la valeur des cent vingt tableaux voisins : dans un souci de mise en scène esthétique, Giustiniani ne soulève ce rideau qu'après avoir montré toutes ses autres œuvres, afin de ne pas leur nuire.

## Parcours de l’œuvre

### Propriétaires

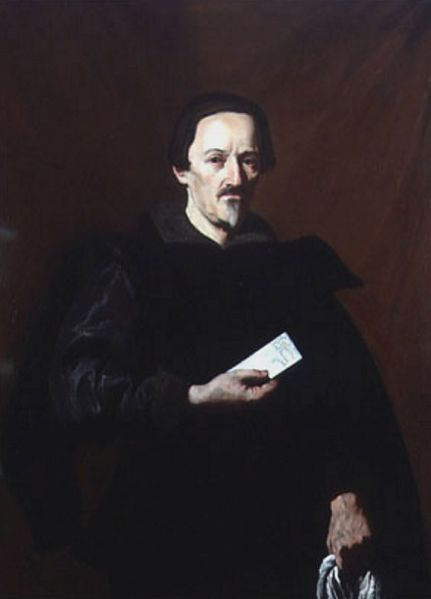
Le marquis Vincenzo Giustiniani, l'un des plus grands amateurs d'art de son temps, passe commande du tableau à Merisi pour l'intégrer à sa collection.
Portrait par Nicolas Régnier, coll. privée (Rome).

La toile reste pendant près de trois siècles dans la collection Giustiniani. Ce n'est qu'en 1812 qu'elle passe en vente à Paris, dans le même lot que des dizaines d'autres toiles de la même collection, pour être acquise par les marchands d'art D’Est et Bonnemaison qui la revendent peu après — en 1815 — au roi de Prusse Frédéric-Guillaume III : la toile entre alors dans la Gemäldegalerie de Berlin, où elle est exposée depuis lors, en compagnie de L'Incrédulité de saint Thomas, un autre Caravage issu de la même collection.

### Dénomination
Bien que le tableau ne reçoive pas de titre au moment de sa création, comme il est normal pour l'époque, il est rapidement nommé dans des documents d'archives encore disponibles aujourd'hui : ainsi, le peintre Orazio Gentileschi le nomme Amour profane (ou, plus littéralement, « terrestre ») lorsqu'il témoigne au procès qui oppose Baglione et Caravage en 1603. Baglione lui-même, quand il parle du tableau, évoque « un Cupidon assis peint d'après nature » mais ne fournit pas d'indication de titre. Selon les époques et les traductions, les titres évoluent et vont du latin Amor omnia vincit à sa version inversée Amor vincit omnia (à partir d'un vers virgilien : Omnia vincit Amor: et nos cedamus Amori) en passant par différentes langues ; Bellori, l'un des premiers biographes de Caravage, le nomme en italien Amore vincitore et le terme est maintenu dans cette langue jusqu'à aujourd'hui. Il n'est d'ailleurs pas exclu que le rapprochement entre l'adjectif vincitore et le prénom du commanditaire Vincenzo soit intentionnel ou au moins révélateur : l'« Omnia vincit Amor » mènerait ainsi à un « Omnia vincit Vincentius » à la gloire du commanditaire Giustiniani.
En français, les deux adjectifs vainqueur et victorieux cohabitent dans la littérature scientifique où s'emploient indifféremment Amour vainqueur (généralement employé sans déterminant) et L'Amour victorieux.

### Postérité
Le succès immédiat de la toile inspire plusieurs poètes qui lui dédient des madrigaux,. Des amateurs d'art notables la repèrent sans tarder et tentent même de l'acquérir à prix d'or : c'est ainsi que le marquis Ciriaco Mattei — chez qui Caravage loge alors — se lance éperdument dans l'acquisition de toiles comparables à celle-ci. Peu de copies sont identifiées : le catalogue Spike n'en recense même aucune qui soit certaine, mais le catalogue Scaletti en dénombre tout de même trois. En revanche, ce traitement iconographique connaît de multiples reprises chez les suiveurs de Caravage, et tout particulièrement en Toscane.

## Analyse

### Description

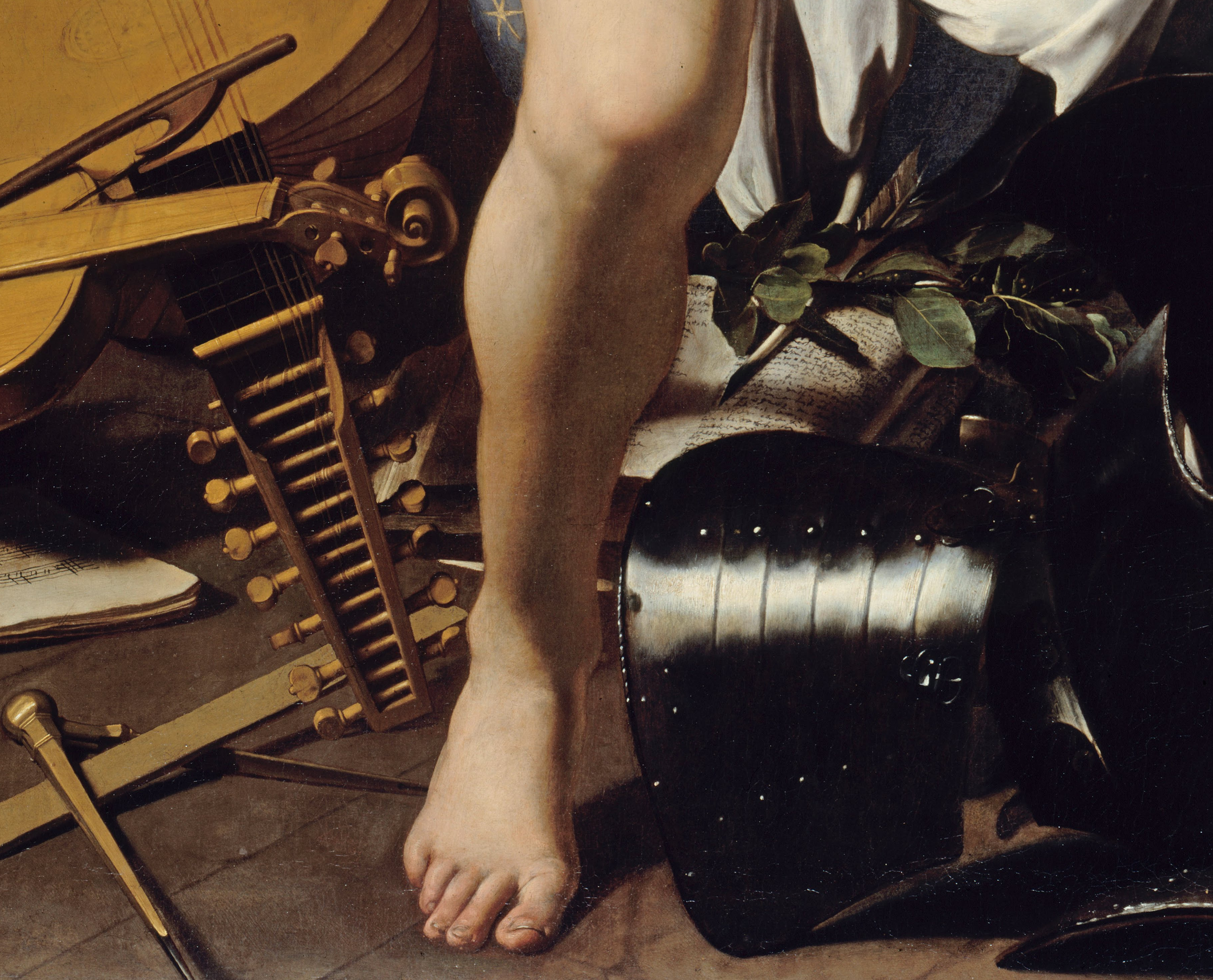
Détail montrant divers objets gisant au sol, comme autant de symboles des passions humaines.

#### Le personnage et les attributs
Le tableau représente Cupidon (équivalent dans la mythologie romaine de l'Éros grec), allégorie de l'Amour, sous les traits d'un jeune garçon brun et frisé, la tête penchée sur sa gauche et arborant un large sourire ; il est entièrement nu et porte dans le dos de larges et sombres ailes d'aigle ou peut-être d'hirondelle. Le peintre Joachim von Sandrart (qui, au XVIIe siècle, établit un inventaire de la collection Giustiniani), estime que le garçon en question est âgé de douze ans. Le format du tableau constitue pour Caravage une forme de rupture, puisque c'est la première fois qu'il fait apparaître un personnage en pied (et grandeur nature) dans une œuvre profane.
Dans la main droite, il tient des flèches, attributs classiques de Cupidon. Autour de lui et sur le sol ont été placés divers objets, qui sont autant d'emblèmes des passions humaines : un violon et un luth, une armure, un sceptre et une couronne, une équerre et un compas, une plume et une partition de musique. La musique, la guerre, le pouvoir, le savoir sont donc aux pieds de l'Amour, qui triomphe même de la gloire immortelle (surtout littéraire) symbolisée par une couronne de laurier. Il est possible de distinguer dans certains de ces objets les attributs respectifs des divinités romaines Vénus et Mars, l'une représentant la création et l'autre la destruction.

#### Une pose complexe

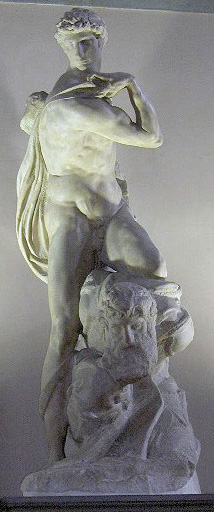
Génie de la Victoire de Michel-Ange (1532-1534), Florence (Palazzo Vecchio). Caravage avait sans doute cette œuvre en tête lorsqu'il a composé la pose de son Cupidon.

Cupidon est juché en équilibre sur ce qui semble être un meuble, sans doute le coin d'une table recouverte d'un drap, la jambe droite avancée vers le spectateur comme en équilibre sur la pointe du pied, et l'autre jambe repliée vers l'arrière ; son bras gauche est lui aussi caché vers l'arrière. Sa position est curieusement instable malgré le sourire plein d'assurance du modèle : seules les vastes ailes, puissantes et symétriques, semblent assurer une certaine stabilité. Cette pose à la difficulté recherchée n'est pas sans rappeler celle du Génie de la Victoire, sculpture réalisée vers 1532-1534 par Michel-Ange pour le tombeau du pape Jules II ; une pose semblable est d'ailleurs aussi à l'actif de Michel-Ange dans son Enlèvement de Ganymède,, de même que dans le Saint Barthélemy sur la fresque du Jugement dernier. Deux autres sources d'inspiration sont très probables : le marquis Giustiniani comptait en effet dans sa collection deux statues de style antique dont on peut aisément retrouver la trace stylistique dans la pose du Cupidon de Caravage : il s'agit d'un Gladiateur et d'un Éros bandant son arc, qui restent connus grâce à des gravures de 1631. Cet écho entre la statuaire antique et la peinture peut faire penser, à l'instar de l'historien de l'art Avigdor Posèq, que l'artiste propose là un commentaire sur le pouvoir dominant de la peinture : à rebours de la théorie esthétique de son temps, Caravage montre qu'il s'agit d'un art bien supérieur du fait de sa capacité à restituer tout le naturel de la vie réelle, en reprenant à son compte le potentiel mimétique de l'art sculptural.

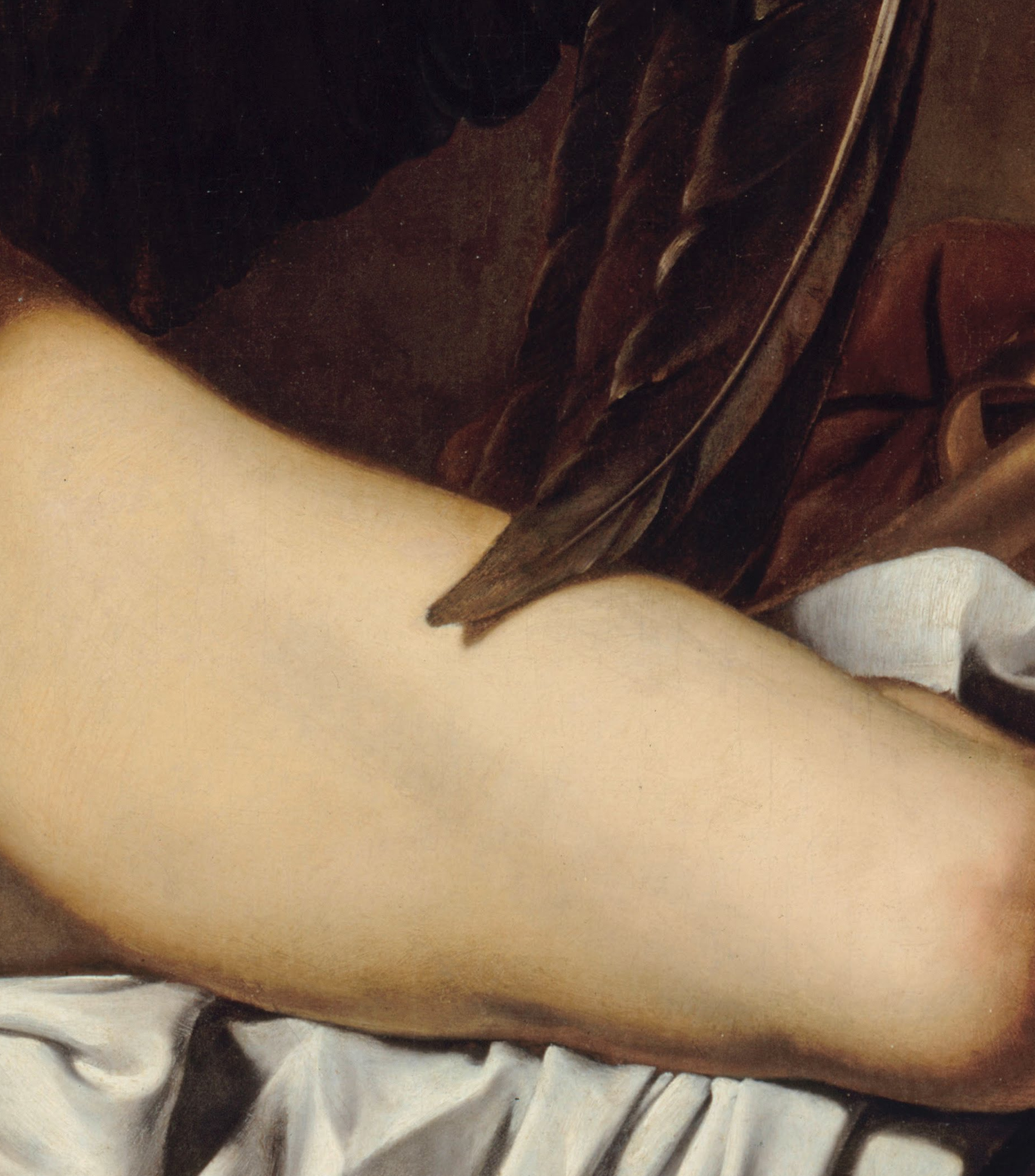
Détail montrant la qualité sensorielle de l'aile touchant la peau du modèle.

Dans une de ses analyses, Eberhard König souligne que certains détails de cette pose contribuent à la qualité sensorielle de l’œuvre, notamment grâce à l'effet produit par le contact entre la pointe de l'aile et la cuisse gauche du modèle. En effet, même si la peinture ne produit par nature ni sons ni mouvements, il est possible d'en éprouver l'impression en voyant cet Amour qui, selon les termes de l'historien de l'art, « semble sauter du lit » : 

« Caravage a saisi ce corps qui, d'un pied prudent, enjambe le bric-à-brac de la gloire profane et s'empêtre un peu dans ses ailes, en captant remarquablement le mouvement. Il y ajoute un moment tangible, le léger frottement des plumes sur la peau. »

### Symbolique de la scène
Le tableau illustre un vers des Bucoliques de Virgile (églogue X, Gallus, v. 69): « Omnia vincit amor et nos cedamus amori », « l’Amour triomphe de tout ; et nous aussi, cédons à l’Amour »,. C'est là une phrase très familière pour le marquis Giustiniani — commanditaire du tableau et grand lecteur de Virgile — mais plus largement le vers est fort connu dans la société romaine d'alors. L'une des flèches est empennée de rouge et l'autre de noir : Max J. Friedländer propose que ces couleurs renvoient aux deux blessures que constituent un amour accepté et un amour rejeté. Néanmoins, le thème de l'amour et de ses obstacles ne semble pas vraiment constituer le cœur du propos : les attributs associés à Cupidon symbolisent bien davantage les vertus sociales traditionnelles liées aux arts ou à la conquête martiale — tout en faisant le lien de manière allégorique et allusive avec le commanditaire.
Ainsi, la partition de musique montre la lettre V, probablement en référence au prénom de Vincenzo Giustiniani, tout comme l'équerre et le compas sur le sol forment à nouveau la même lettre à plusieurs reprises. Il est probable que la couronne avec le bâton de commandement soient présentes en référence aux ambitions de Giustiniani concernant l'île de Chios sur laquelle sa famille génoise régnait (avant la domination turque) ; ainsi, tous les objets le concerneraient personnellement, les instruments pour son amour de la musique et des arts, l'armure pour ses futures conquêtes, etc. Les ailes d'aigle elles-mêmes (peu habituelles pour orner un Cupidon) peuvent évoquer les armes de la famille Giustiniani, effectivement ornées d'une aigle,.
Dans son analyse détaillée des années 1950, Friedländer montre que tous ces accessoires désignent les plus hautes aspirations de l'Homme, desquelles l'Amour triomphe aisément : à l'instar d'un crâne dans une vanitas, le jeune garçon moqueur joue un rôle iconographique essentiel en dénigrant ces symboles de l'ambition et de la vanité humaines. Friedländer y voit d'ailleurs une moquerie directement adressée au grand Michel-Ange et à son canon esthétique duquel Caravage cherche à prendre ses distances. Sans doute l'artiste lombard ne fait-il, une fois de plus, que mettre l'accent sur le fait que c'est un modèle bien humain et plébéien qui prend la pose, avec son sourire forcé et ses pieds sales, en lieu et place d'une divinité. L'historien de l'art Alfred Moir souligne néanmoins que, contrairement à l'usage courant de l'époque, aucun symbole des arts plastiques n'est ici représenté : peut-être faut-il y voir une intention de l'auteur de ne pas tourner ces arts en dérision. La référence à la Victoire de Michel-Ange pourrait même jouer le rôle inverse, c'est-à-dire que l'art de la peinture et de la sculpture serait ici présenté comme inspirateur d'Amour.
La jambe droite de Cupidon masque partiellement un globe étoilé, et il est donc également permis de penser que le personnage est assis non pas sur un meuble mais directement sur ce globe — ce qui, symboliquement, pourrait mener à y voir une métaphore de sa domination du monde, même si cette sphère peut plus probablement symboliser la science astronomique,.
Quelles que soient les interprétations qui peuvent en être déduites, les critiques et historiens de l'art s'accordent à reconnaître la présence d'un grand nombre d'intentions symboliques, dont le déchiffrage n'a rien d'aisé. Les commentaires contemporains à Caravage montrent eux-mêmes que l’œuvre mérite des explications ou des interprétations : le poète Milesi compose par exemple un madrigal à ce sujet pour montrer que les plaisirs de la chair sont ici étroitement associés à ceux de l'âme, conformément à la vision néoplatonicienne d'exaltation de la beauté « surnaturelle » à travers celle des corps.

### Interrogations sur la composition

#### Des éléments inachevés?

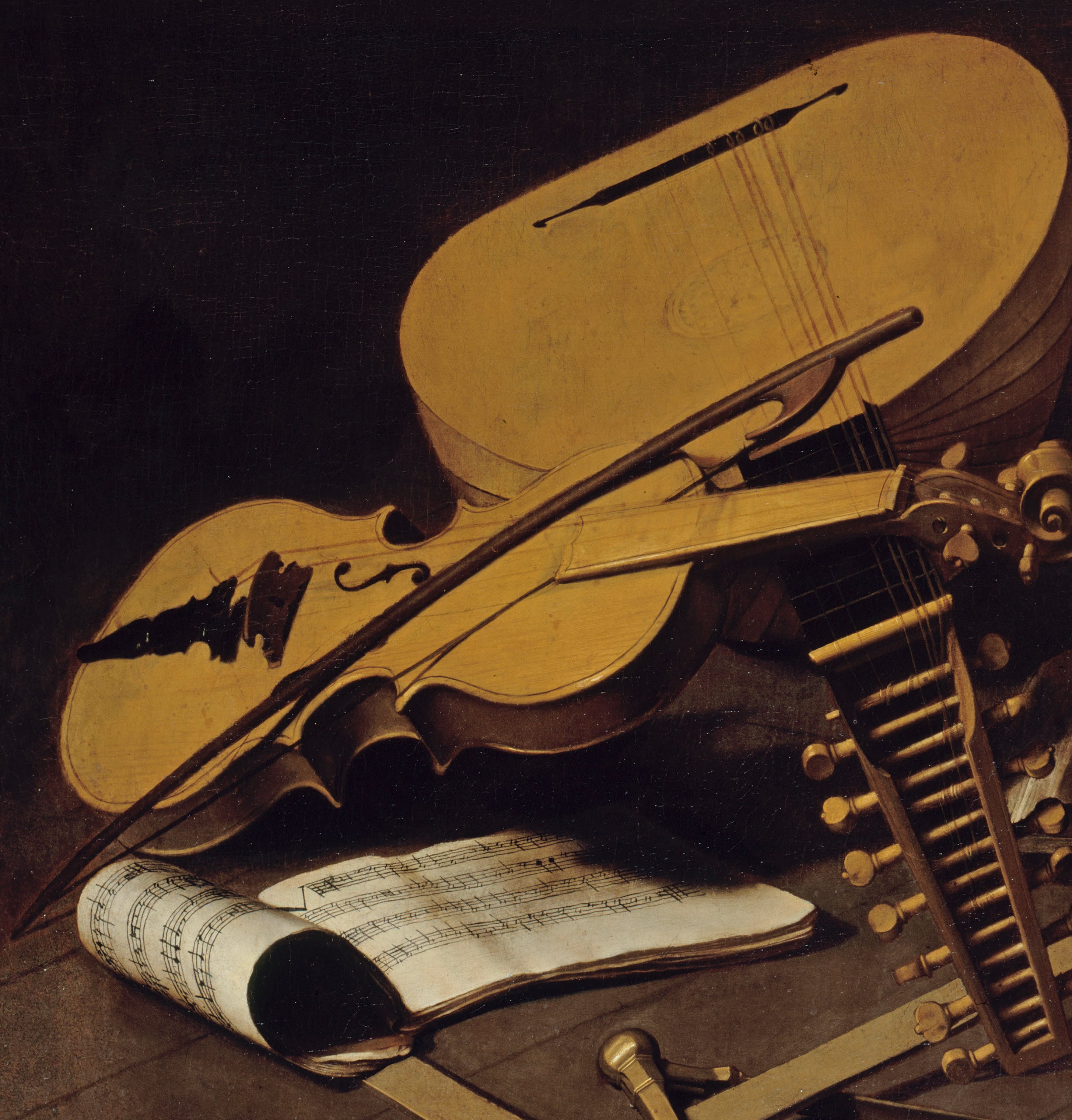
Détail montrant quelques instruments de musique que Cupidon foule aux pieds : leur finition est curieusement approximative.

Le fond de la toile pose diverses questions : il paraît en effet curieusement inachevé, notamment à gauche où apparaissent d'étranges marques au-dessus des instruments de musique. Alfred Moir ironise en imaginant qu'on pourrait croire que Caravage ait choisi d'essuyer là ses pinceaux, mais il souligne en réalité tout le soin apporté à la modulation des couleurs dans ce fond indistinct, où l'absence de séparation claire entre le mur et le sol concourt à souligner l'irréalité de cet ensemble symbolique. Son collègue Eberhard König commente pour sa part le choix stylistique qu'implique un fond aussi sombre : cela renforce l'effet dit « rilievo » en italien, qui désigne la vie naissant de l'intensité plastique de la peinture. Suivant cette logique, König voit même des liens étroits entre le traitement du nu par Caravage et celui d'une nature morte. Quoi qu'il en soit, le vif contraste entre le fond très sombre et le personnage central fortement éclairé constitue l'un des exemples les plus évidents de la technique très caravagesque du clair-obscur, qui peut mener selon les commentateurs à diverses interprétations sur les oppositions entre le Bien et le Mal, Amour et Satan, ou encore la vie et la mort — même si, comme le rappelle Alfred Moir, il serait hasardeux de considérer que la lumière se résume chez Caravage à un simple mécanisme binaire.

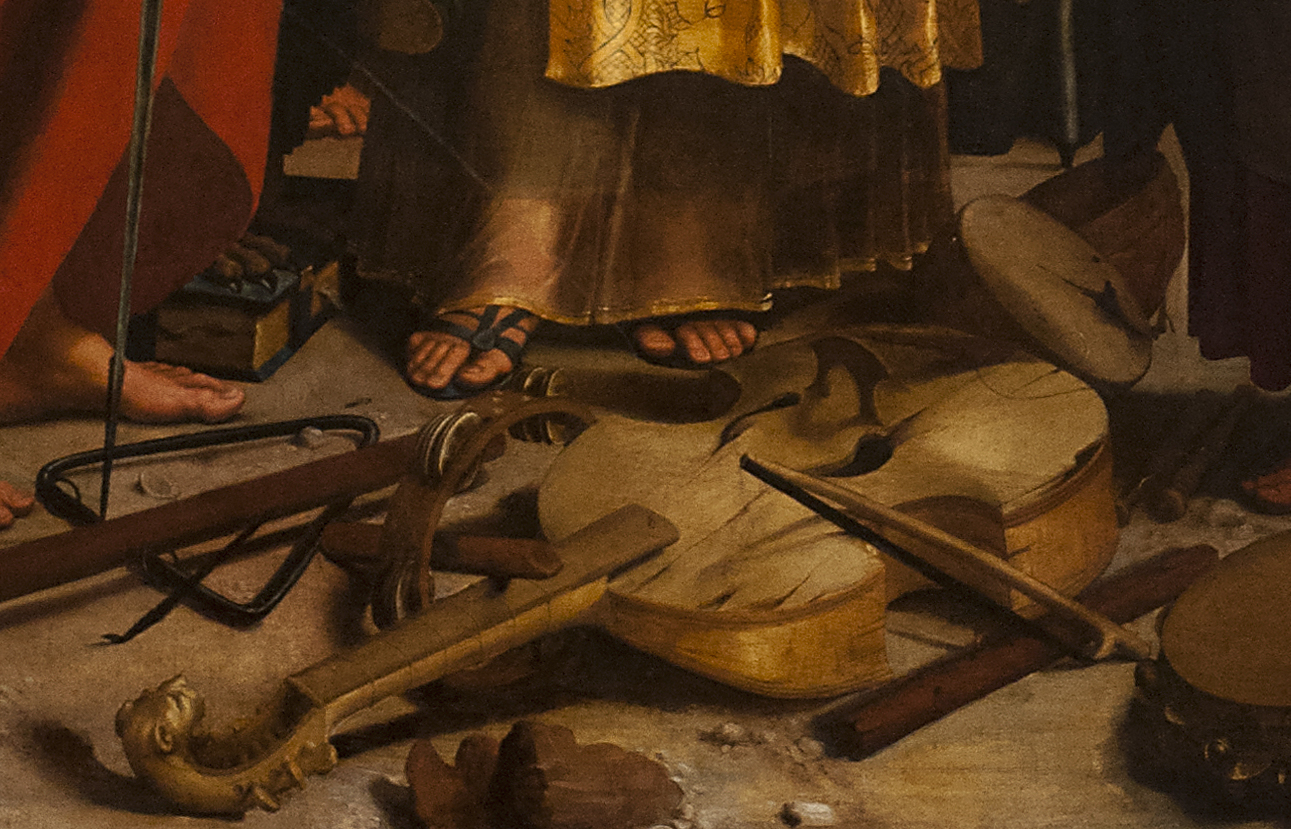
Détail de L'Extase de sainte Cécile de Raphaël (1514-1515).
Pinacothèque nationale de Bologne.

Une même impression d'inachèvement et d'étrangeté peut être évoquée à l'analyse des instruments de musique : contrairement aux autres tableaux que Caravage a déjà composés autour d'un thème musical (Les Musiciens et Le Joueur de luth), des détails notables sont omis. Ainsi, les partitions étalées sur le sol ne sont pas identifiables alors qu'elles le sont habituellement ; de même, les instruments sont peints de manière moins soignée, des cordes ont disparu et il manque même toute une ouïe sur le violon, tandis que la rosace du luth n'apparaît qu'ébauchée. D'autres curieuses anomalies peuvent être remarquées en s'attardant sur certains détails : l'archet du violon paraît coincé entre le talon de l'instrument et sa table d'harmonie, tandis que le manche semble s'être glissé sous une corde du luth, ce qui exigerait une manipulation complexe. Dans son analyse, Sybille Ebert-Schifferer estime que l'état délabré des instruments signifie que Caravage a certes cessé de s'intéresser à la nature morte détaillée, mais aussi qu'il propose une allusion tout à fait claire aux instruments brisés de la Sainte Cécile de Raphaël, célèbre toile peinte un siècle plus tôt.

#### Le globe ajouté?
Il est possible de penser, à première vue, que l'Amour est assis directement sur le globe étoilé dont une partie est visible derrière sa cuisse droite. Toutefois, il s'avère que le personnage est plutôt assis sur le rebord d'un meuble (peut-être un banc de pierre) couvert d'un drap, et que ce globe a été ajouté ultérieurement par le peintre : l'analyse des repentirs par rayons X semble montrer en effet que le meuble drapé était initialement poursuivi vers la gauche du personnage, avant d'être effacé et partiellement remplacé par le globe. Une analyse conduite par scanner à réflectographie infrarouge en 2006 conduit également à observer un repentir sur le siège, initialement étendu vers la gauche mais finalement recouvert d'une peinture sombre, presque noire.

### Érotisme et provocation

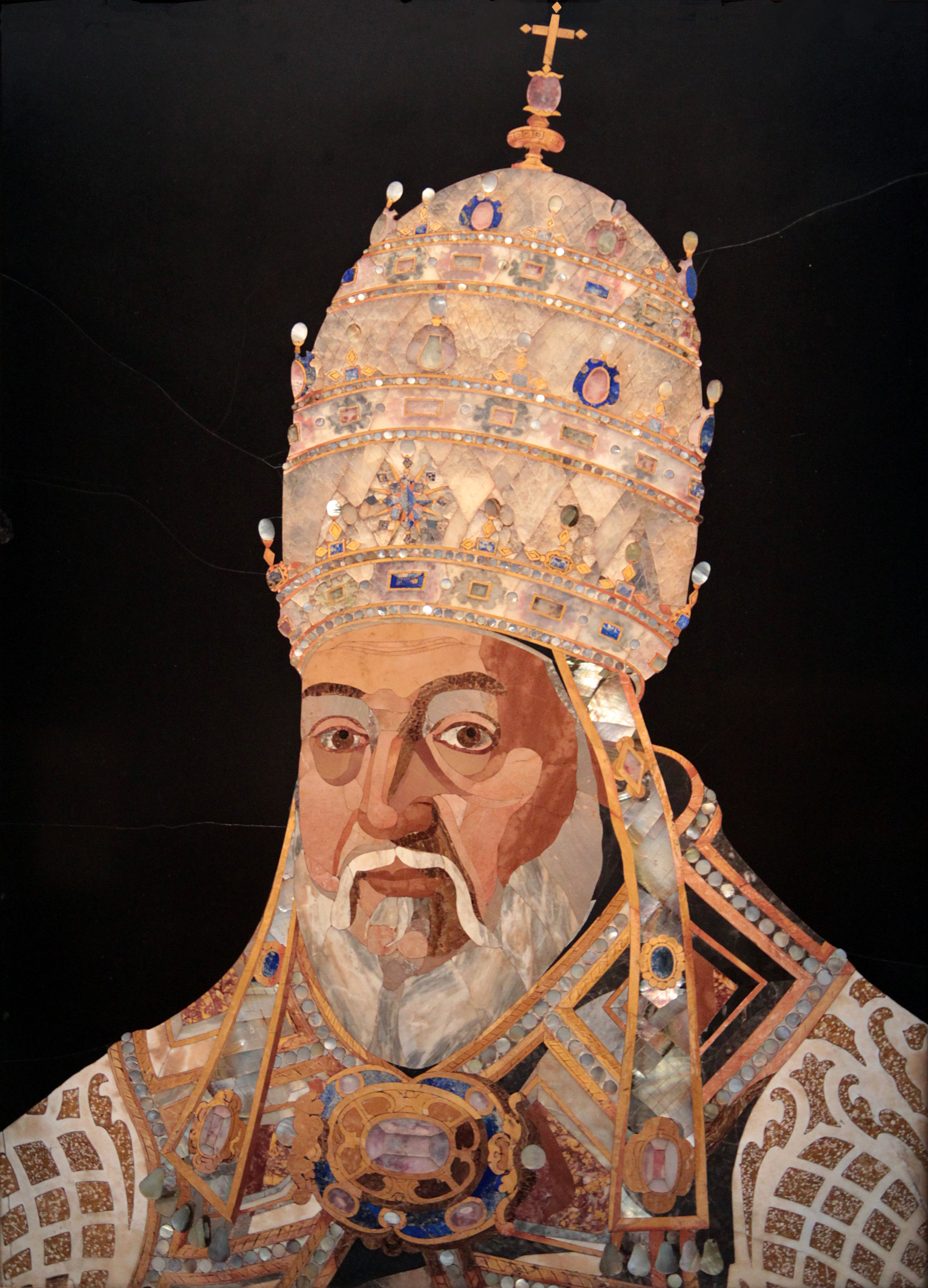
À l'époque du pape Clément VIII, les provocations ou allusions de Caravage sont-elles perçues de la même manière que par les spectateurs quatre siècles plus tard ?
Mosaïque de Ferrucci sur un dessin de Ligozzi (1600-1601), musée Getty, Los Angeles.

À partir du XXe siècle — et notamment au fil des années 1970 —, des commentateurs mettent en avant l'érotisme provoquant de cette toile, pour parfois interroger la relation et l'attirance pédéraste supposée de Caravage envers ce modèle. En effet, la posture de Cupidon, sa nudité et son regard peuvent revêtir un caractère sexuel ambigu, ce qui n'empêchait pas le spectateur averti du XVIIe siècle de comprendre et d'accepter les allusions sexuelles présentes dans la littérature mystique (ainsi, l'ange souriant sculpté par Bernini quelques années plus tard jouerait un rôle très similaire dans L'Extase de sainte Thérèse). Par ailleurs, toujours concernant la relation entre Caravage et son modèle, Richard Symonds, un visiteur anglais à Rome près de cinquante ans plus tard, décrit le personnage comme étant un servant de Caravage dont il partagerait la couche, mais seules quelques notes éparses dans le carnet de Symonds en rendent compte.
Toutefois, il semble que cette interprétation soit récente et que les contemporains du tableau, Giustiniani au premier chef, n'y aient rien vu de choquant. Le marquis — dont le frère est tout de même cardinal — place même l'œuvre en très bonne place dans sa collection. D'autre part, l'approche de la nudité des enfants et de la sexualité au XVIIe siècle n’a guère en commun avec celle qui est la plus courante trois ou quatre siècles plus tard.
Pour autant, l'aspect provocateur du personnage n'est certes pas une invention a posteriori, car il est probable que sa nudité sans fard soit tout de même allée assez nettement à l'encontre des convenances de l'époque : la période est en effet plutôt prude du fait des principes moraux et esthétiques développés à travers la Contre-Réforme, notamment sous l'égide du pape d'alors Clément VIII. Cependant, les références très évidentes à la statuaire antique et à Michel-Ange peuvent être considérées comme un contrepoint à cette apparente provocation, rendant l'ensemble suffisamment convenable pour une toile profane et à destination privée. Le critique d'art Michael Fried reprend à son compte cette idée de la provocation intentionnelle, en évoquant ce qui relève certes de la sexualité affichée d'Éros et de son modèle qui semble prendre plaisir à cette séance de pose, mais aussi pour mettre en avant la « confrontation directe » avec le spectateur : c'est là un trait commun de l’œuvre de Caravage, explique Fried, mais qui est poussé particulièrement loin avec ce tableau.

« […] quel que soit le degré de personnalisation de l'iconographie dans l'Amour vainqueur, ce qui n'est pas douteux, c'est le pouvoir de saisissement que l’œuvre opère sur le spectateur. »

L'historien d'art américain Richard E. Spear souligne par ailleurs que les allusions à l'homosexualité ou à la pédérastie de Caravage n'apparaissent aucunement chez ses commentateurs contemporains (pas même chez ses ennemis), mais qu'elles sont apparues dans les critiques modernes, selon lui « largement à cause de l'influence des théories freudiennes et de leur versant homophobe »,. Sa collègue allemande Sybille Ebert-Schifferer partage cette analyse en indiquant que c'est le regard sexualisé des XXe et XXIe siècles qui rend provocante la présence sensuelle des personnages de Caravage — y compris celui de l’Amour victorieux. De même, le critique français Gérard-Julien Salvy ironise sur l'anachronisme complet des soupçons d'homosexualité liés à ce traitement iconographique, n'y voyant que « poncifs » et « méconnaissance ignare des mœurs de l'époque et du fonctionnement des ateliers ».
Une autre provocation, non pas d'ordre sexuel mais plutôt scatologique, n'est pas à exclure : la position de Cupidon assis sur ce globe, la main gauche complètement cachée derrière son dos, ne pourrait-elle pas laisser entendre que le jeune garçon fait tranquillement ses besoins sur ce globe à peine visible ? Ebert-Schifferer indique que ce genre d'interprétation allusive serait en tout cas plausible dans le contexte romain de l'époque, d'une part parce que ce genre d'insulte provocatrice y est alors monnaie courante, d'autre part parce qu'un globe étoilé apparaît sur les armes de l'influente famille Aldobrandini (d'où est issu le pape Clément VIII) avec laquelle le banquier Giustiniani pourrait avoir entretenu des relations conflictuelles.

### Œuvres dans lesquelles figurerait ce garçon

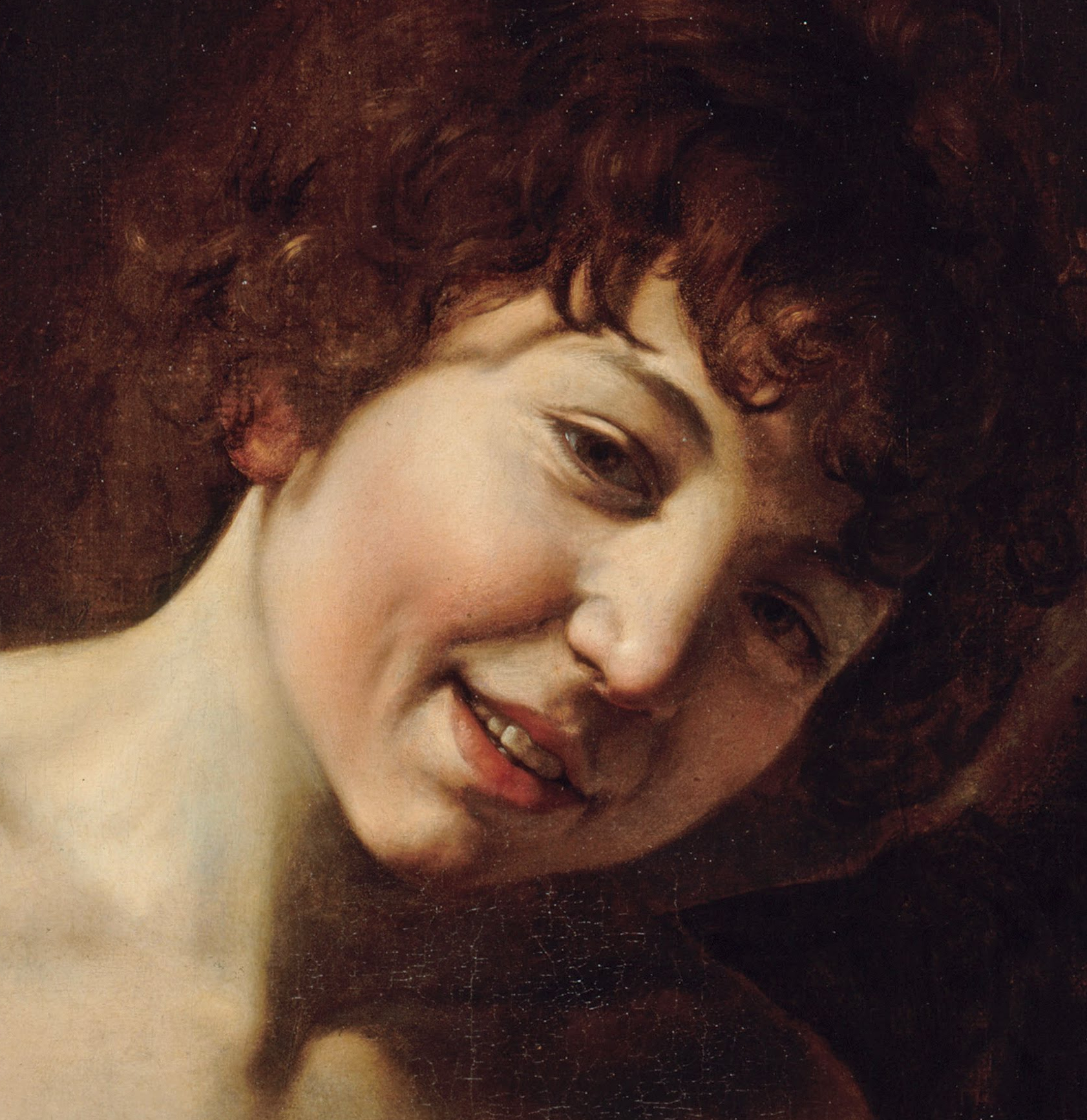
Le modèle de L'Amour vainqueur.

Le modèle qui prête ses traits à L'Amour victorieux est vraisemblablement le même qu'on retrouve dans diverses productions de Caravage à l'époque : les avis varient toutefois selon les historiens de l'art et selon leur appréciation nécessairement subjective des ressemblances.
Selon Catherine Puglisi par exemple, il est évident que le modèle est identique à celui du Saint Jean-Baptiste au bélier du Capitole. Pour Sebastian Schütze, la ressemblance est particulièrement forte avec le jeune Isaac du Sacrifice, ainsi qu'avec les anges de deux des grands retables romains. D'autres universitaires comme John Varriano ou Michael Fried se font l'écho d'une hypothèse fréquente selon laquelle ce modèle pourrait être le jeune Cecco, lui-même futur peintre de talent, que Caravage aurait non seulement assidument fréquenté mais qu'il aurait aussi pris pour modèle récurrent : Fried indique que c'est son visage, plus âgé et plus grave, que l'on retrouve dans celui du David avec la tête de Goliath de la galerie Borghèse. Leur collègue Alfred Moir évoque un autre modèle possible, un certain Giovanni Batista mentionné au cours du procès de Baglione en 1603 ; il estime par ailleurs que son visage est certes fort semblable à celui d'Isaac mais aussi à celui de la Méduse.

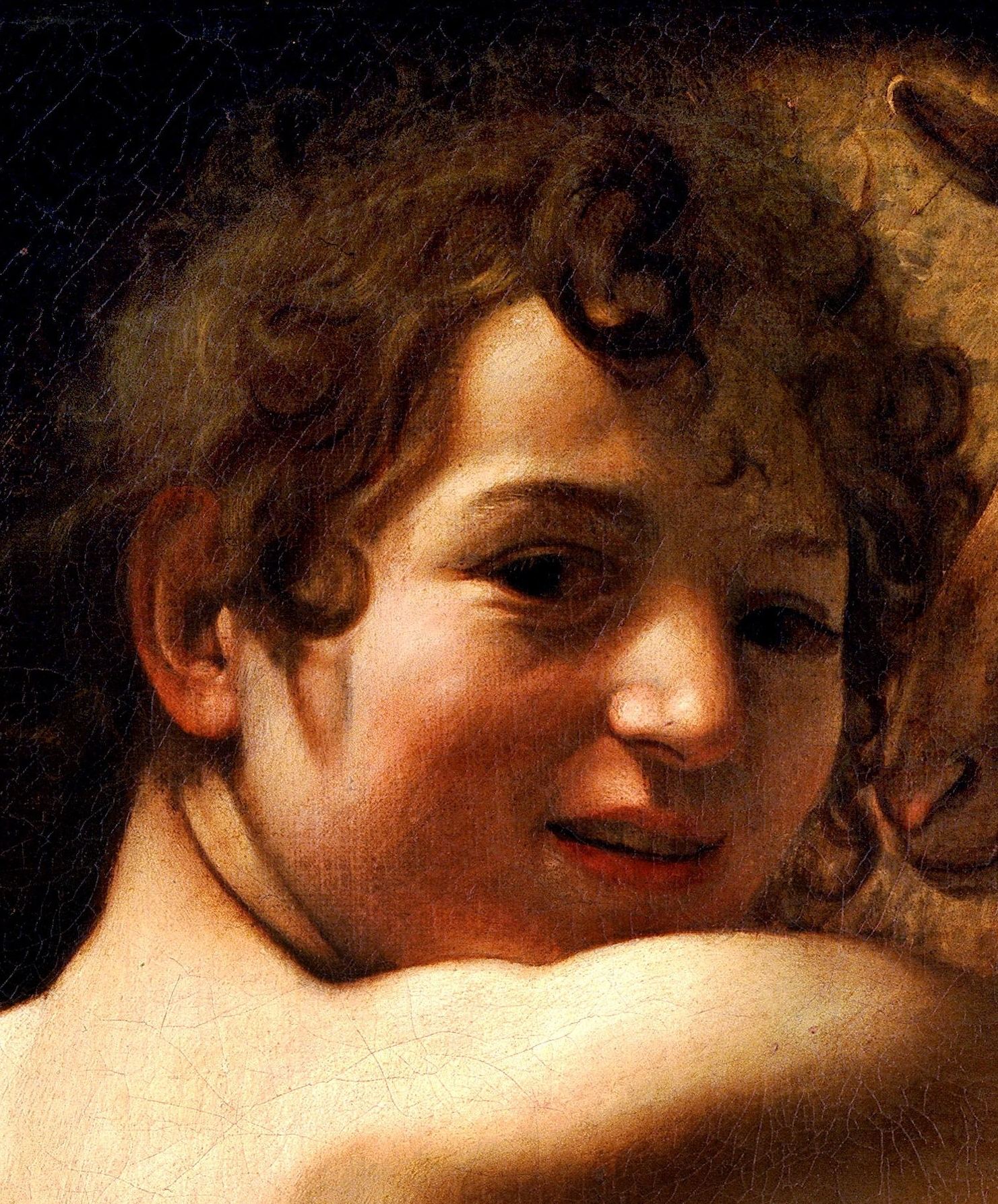
Détail du Jeune Saint Jean-Baptiste au bélier (v.1602). Pinacothèque capitoline, Rome.
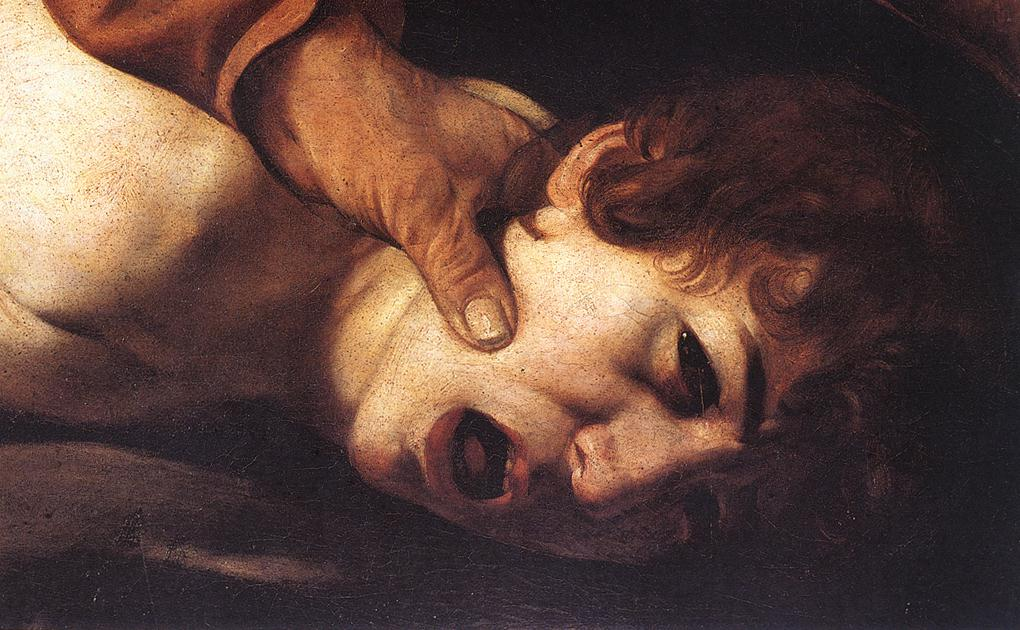
Détail du Sacrifice d'Isaac (v.1603 ?). Galerie des Offices, Florence.
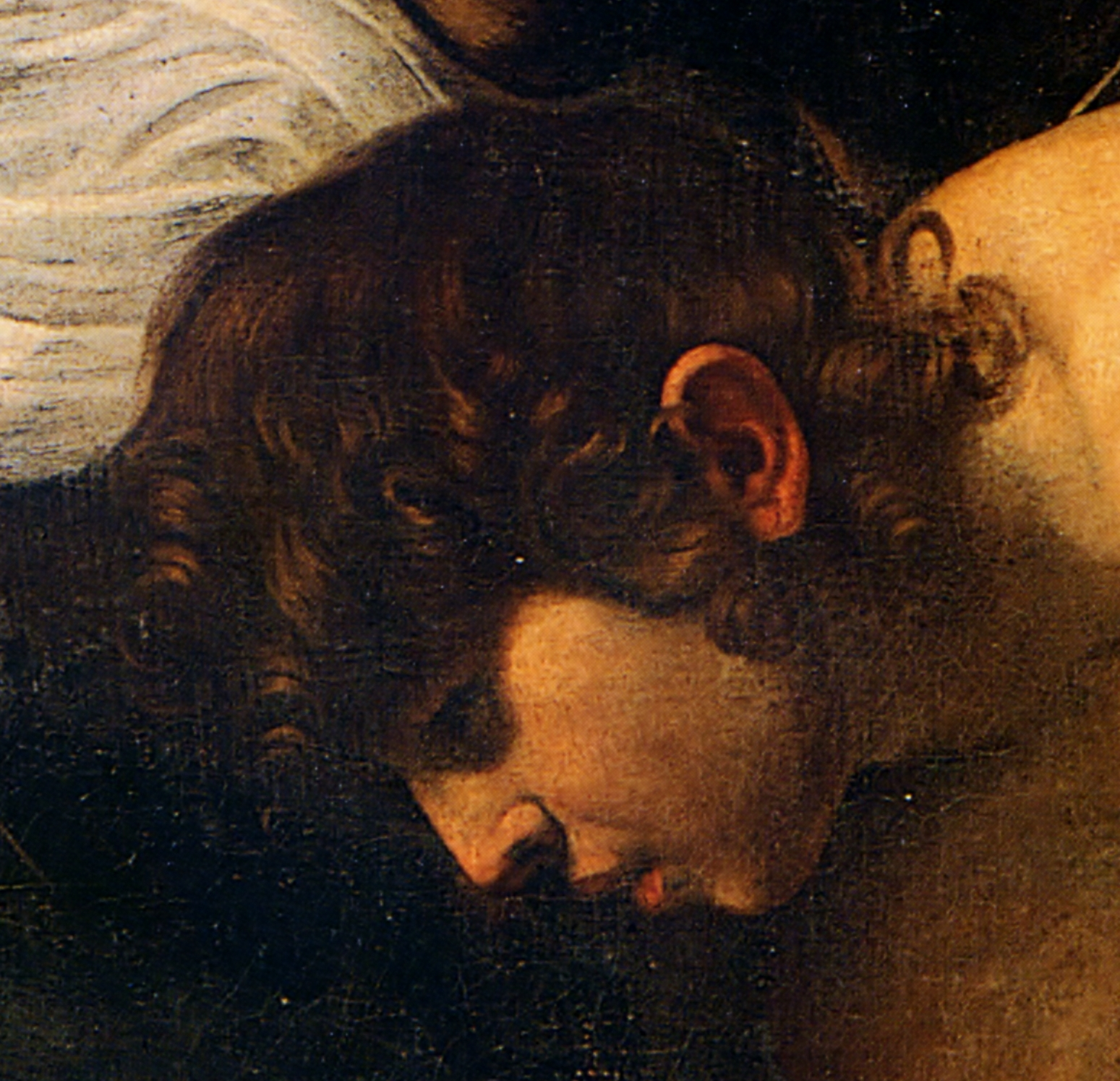
Détail du Saint Matthieu et l'Ange (v.1602). Chapelle Contarelli, Rome.
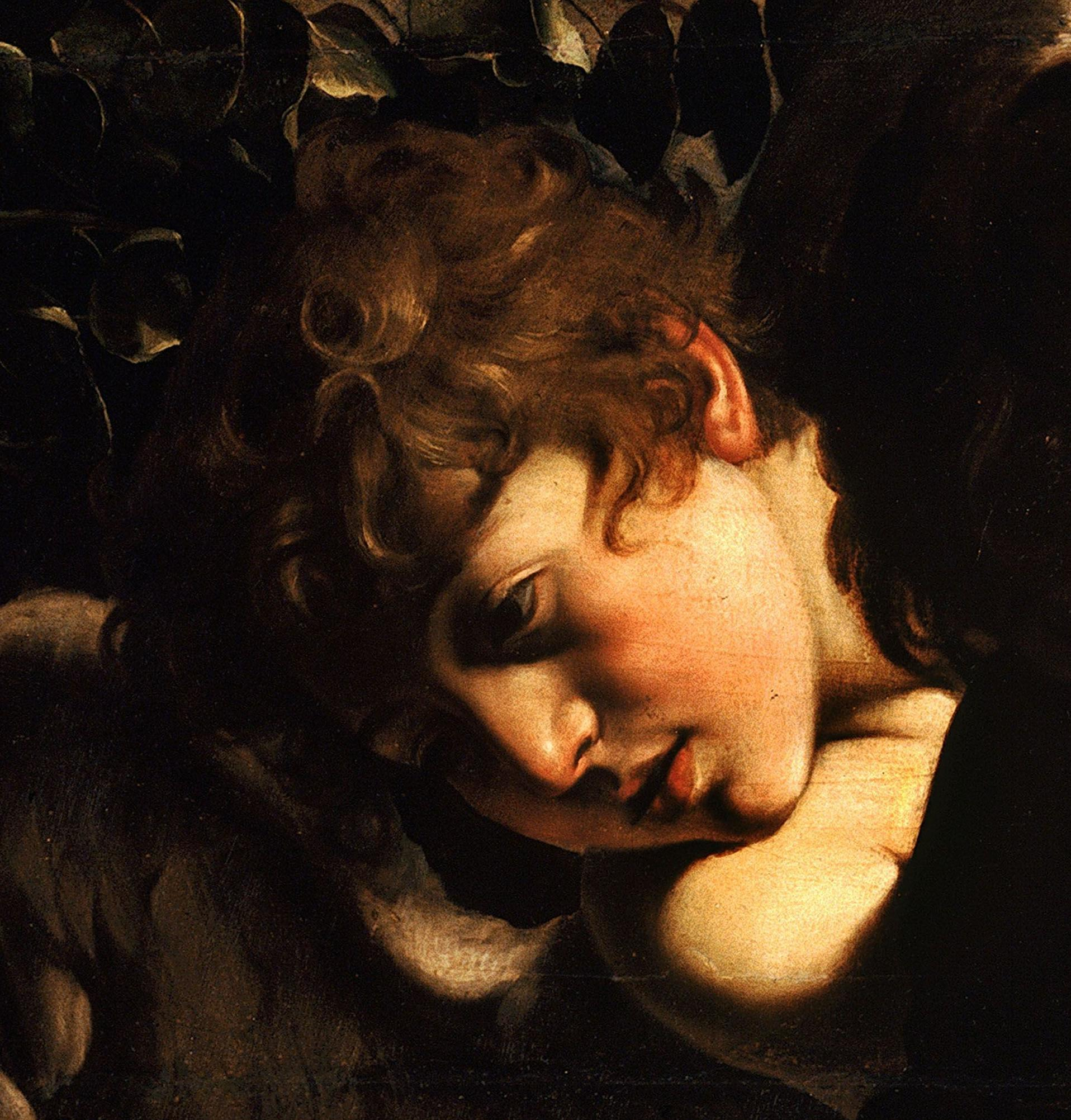
Détail de La Conversion de saint Paul (1600-1604). Coll. Balbi-Odescalchi, Rome.
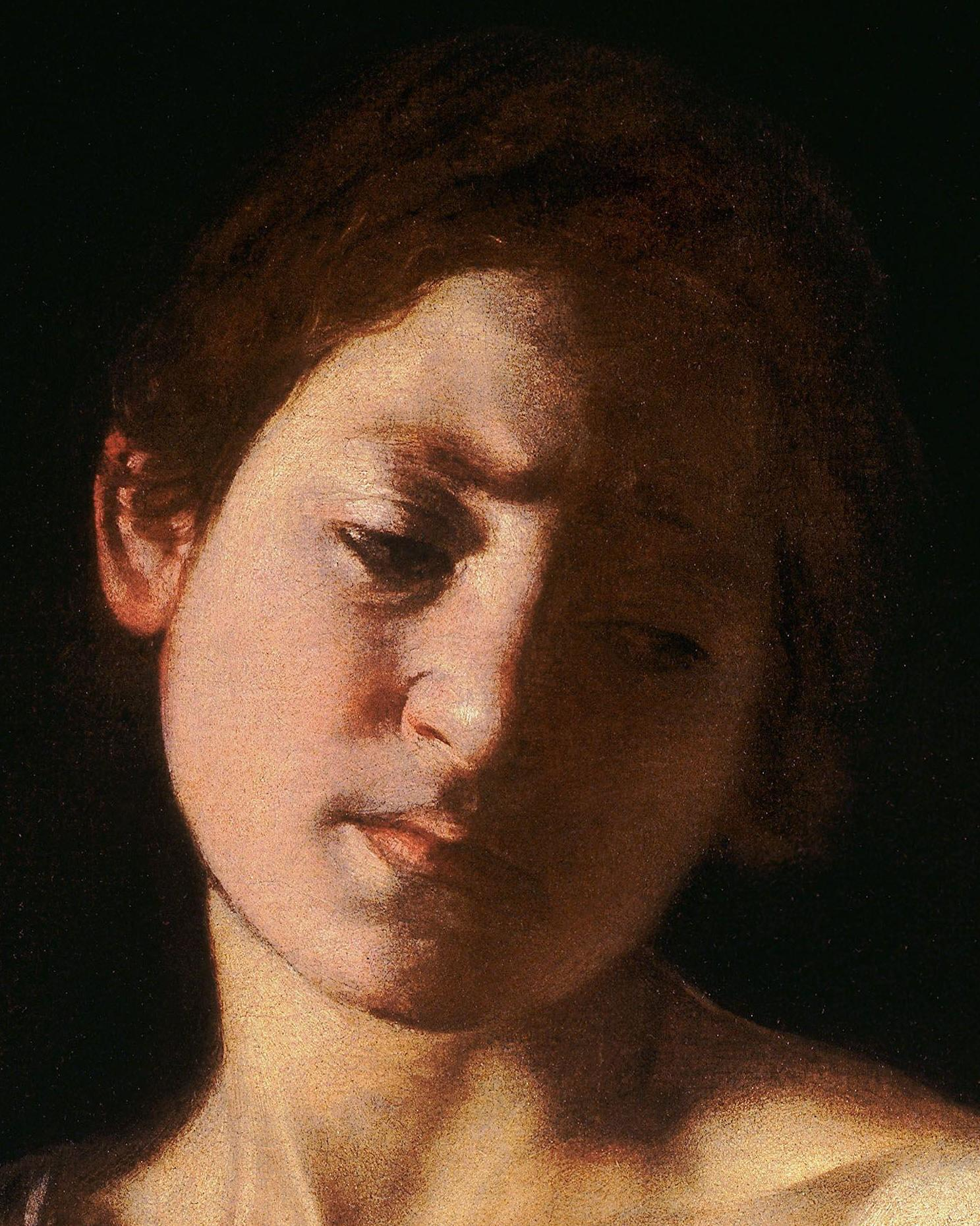
Détail du David avec la tête de Goliath (1606-1607 ou 1609-1610 ?). Galerie Borghèse, Rome.
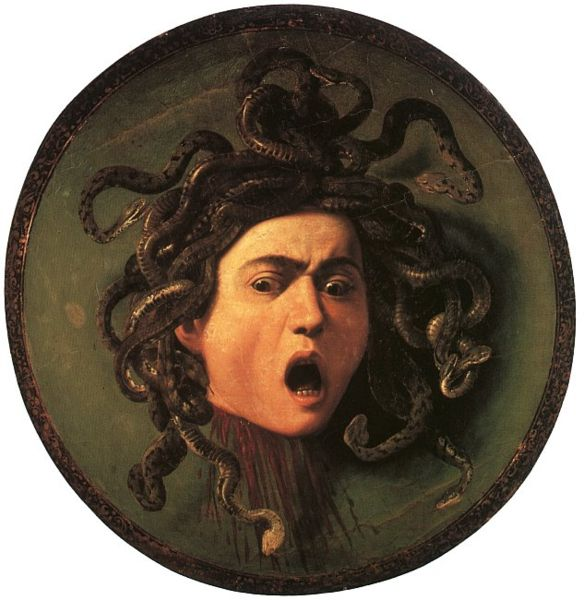
Méduse (1597-1598). Galerie des Offices, Florence.

### Reprises du thème par Caravage

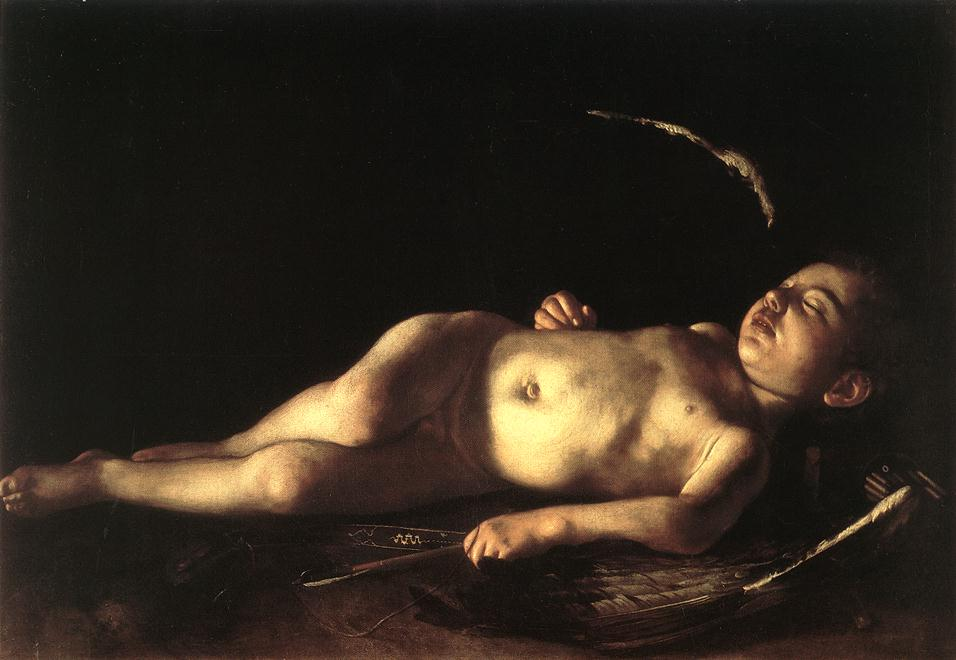
Amour endormi, peint en 1608 à Malte, désormais conservé au palais Pitti de Florence.

On peut rapprocher cette œuvre d'un autre tableau de Caravage intitulé Amour endormi et réalisé environ six ans plus tard autour du même personnage de Cupidon. De fait, il est fréquent de voir la critique confronter ces deux tableaux pour souligner l'écart considérable qui les sépare : en l'espace de six années, Caravage est passé d'une représentation d'un dieu adolescent, plein de joie et de santé, à un petit être à l'aspect souffreteux et qui offre plutôt, aux regards modernes, une impression de laideur et de banalité.
Il est également possible que Caravage ait encore traité le thème de Cupidon dans une autre toile qui aurait disparu depuis : il s'agirait d'un Amour enchaîné ou de Trois Amours, et ce tableau aurait pu appartenir à la collection du cardinal del Monte (le premier protecteur et commanditaire important de Caravage à Rome).
Ces deux — ou trois — Amours s'inscrivent plus généralement dans le thème de la mythologie romaine que Caravage traite à plusieurs moments de sa carrière : ainsi, deux Bacchus comptent à son actif (Le Petit Bacchus malade et le célèbre Bacchus du musée des Offices), ainsi qu'un probable Narcisse, les deux versions de Méduse, et même son unique fresque connue, qui représente Jupiter, Neptune et Pluton.